# سلطان بن الحميدي الدويش
سلطان بن الحميدي الدويش (1872 - 1908) ميلادية. هو شيخ قبيلة مطير تولى المشيخة بعد وفاة أخيه الأكبر ماجد عام 1872 حتى عام 1904 حين سلم مقاليد المشيخة لإبنه فيصل. شارك سلطان بجانب الشيخ مبارك الصباح في معركة الصريف على رأس قبيلة مطير ضد عبد العزيز بن متعب بن عبد الله الرشيد، وفي 1903 هاجمت القوات الكويتية - النجدية سلطان الدويش في جو لبن لتعاطفه مع ابن رشيد.

## معركة الصريف
كان لتحالف المطير مع الشيخ مبارك سوابق قبل كون الصريف، ففي رجب 1317هـ/نوفمبر 1899م تعرض قسم من قبيلة مطير لهجمات شرسة من المنتفق، فاضطروا للجوء إلى الكويت، فتعهد الشيخ مبارك بحمايتهم. وقبل ذلك اللجوء بشهر قدم الشيخ مبارك لسلطان الدويش معونة إعاشة، تمثلت بكميات من الأرز واعلاف للدواب، قدمها مبارك قرضًا حسنًا. وفي معركة الصريف تحالف سلطان الدويش مع الشيخ مبارك آل صباح ضد ابن رشيد، وأخذ هذا التحالف بعدًا اجتماعيًا حيث تزوج الشيخ مبارك بالجازية ابنة سلطان، وجرى هذا الزواج السياسي أثناء توغل الحملة في نجد، ويقال أنها رافقته في إلى معسكره في أرض المعركة. شارك سلطان بمعركة الصريف في 17 مارس 1901م على رأس بيرق قبيلة مطير ضد أمير حائل عبدالعزيز بن متعب بن رشيد وبعد هزيمة مبارك الصباح في المعركة غادر أرضها برفقة سلطان الدويش إلى الصمان عند قبيلة مطير ومن ثم ذهب من هناك إلى الكويت
وقال سلطان الدويش أحديته قبل معركة الصريف:
يا سابقي تو زان الكيف =
من يوم أبو جابر حضر
نبي نطرد مكرمين الضيف =
شمر هل البوش العفر
أما خذيناهم بحد السيف =
ولا تراهم خذونا بالظفر
أما يجي في بيت المضيف =
ولا فيا خذاني القهر

## معركة جو لبن
معركة جو لبن هي معركة حدثت في عام 1903/1320هـ بين قوات تحالف من إمارة الكويت بقيادة جابر المبارك الصباح وإمارة نجد بقيادة عبد العزيز بن عبد الرحمن بن فيصل آل سعود  وجموع من بوادي الأحساء (العجمان، آل مرة، سبيع، سهول، بني هاجر، بني خالد، المناصير، العوازم) البالغ عددها 14,000 مقاتل ضد سلطان بن الحميدي الدويش شيخ قبيلة مطير في جو لبن بالصمان

## وفاة سلطان الدويش

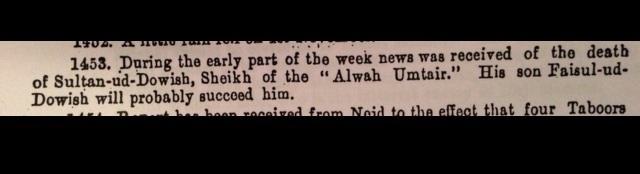
المقيم السياسي البريطاني بالخليج «جون مور» يوثق تاريخ وفاة سلطان الدويش نوفمبر 1907م ويرجح أن يخلفه إبنه فيصل

توفي الشيخ سلطان بن الحميدي الدويش في نوفمبر 1907م بالصمان [بحاجة لمصدر] وآلت شيخت قبيلة مطير إلى أبنه فيصل بن سلطان الدويش